# ایتالو دیسکو
ایتالو دیسکو (به انگلیسی: Italo disco) (که با نام کوتاه شده ایتالو نیز شناخته می‌شود) یک سبک موسیقی است که از کشور ایتالیا سرچشمه گرفته‌است و به‌طور کلی از اواخر دههٔ ۱۹۷۰ تا اواسط دههٔ ۱۹۸۰ ساخته می‌شد. نام این سبک در تلاش شرکت پخش موسیقی «زد وای اکس ریکوردز» برای بازاریابی آثار این سبک ریشه دارد، که در سال ۱۹۸۲ شروع به گرفتن مجوز و فروش این موسیقی خارج از ایتالیا نمود. در اوایل شکل‌گیری موسیقی رقص الکترونیک و در اواخر دههٔ ۱۹۸۰ ایتالو دیسکو کمرنگ‌تر شد و سبک ایتالو هاوس روی آن سایه افکند.
ایتالو دیسکو عناصری را از سبک دیسکو به عاریت گرفته‌است، ولی همچنان مایهٔ الکترونیکی آن بیشتر است. این سبک ماشین‌های درام و سینث‌سایزر‌ها را به خدمت گرفت و معمولاً ترانه‌های آن دارای متن انگلیسی بودند.

## هنرمندان معاصر تحت تأثیر
- جی‌جی دی‌آگوستینو
- آنکل

## هنرمندان قابل اشاره
- جورجو مورودر
- سابرینا سالرنو
- دیوا (گروه موسیقی)